# Gheorghe Zaharia (general)
Gheorghe V. Zaharia a fost un general și istoric militar român, autor și coordonator al mai multor lucrări istorice cu caracter propagandistic despre participarea României la cel de-al Doilea Război Mondial.
În august 1969, cu ocazia aniversării a 25 de ani de la Lovitura de stat din 23 august 1944, generalul-maior (cu o stea) în rezervă Gheorghe Zaharia a fost înaintat la gradul de general-locotenent (cu două stele).

## Distincții
- Ordinul „Meritul Științific” clasa a II-a (26 septembrie 1966) „pentru merite deosebite în activitatea științifică, cu prilejul Centenarului Academiei Republicii Socialiste România”[3]

## Lucrări
- Cronica participării armatei române la războiul antihitlerist, în colaborare cu Gheorghe Romanescu și Leonida Loghin, sub îngrijirea gen.lt. (r) Gheorghe Zaharia, Editura Militară, București, 1971
- România în anii revoluției democrat-populare 1944-1947, în colaborare cu Ion Alexandrescu și Mihai Fătu, Editura Politică, București, 1971
- Al doilea război mondial: schiță istorică, în colaborare cu Ion Cupșa și Alexandru Vianu, Editura Politică, București, 1975
- Insurecția națională armată antifascistă și antiimperialistă din august 1944, Editura Științifică și Enciclopedică, București, 1977
- Politica de apărare națională a României în contextul european interbelic: 1913-1939, în colaborare cu Constantin Botoran, Editura Militară, București, 1981
- Participarea României la înfrîngerea Germaniei naziste, în colaborare cu Ion Cupșa, cu un cuvânt introductiv de Ion Popescu-Puțuri, Editura Politică, București, 1985
- Unitatea național-statală, independența și progresul social - esența vieții poporului român, Editura Militară, București, 1986